# Gnaeus Domitius Ahenobarbus (Konsul 96 v. Chr.)

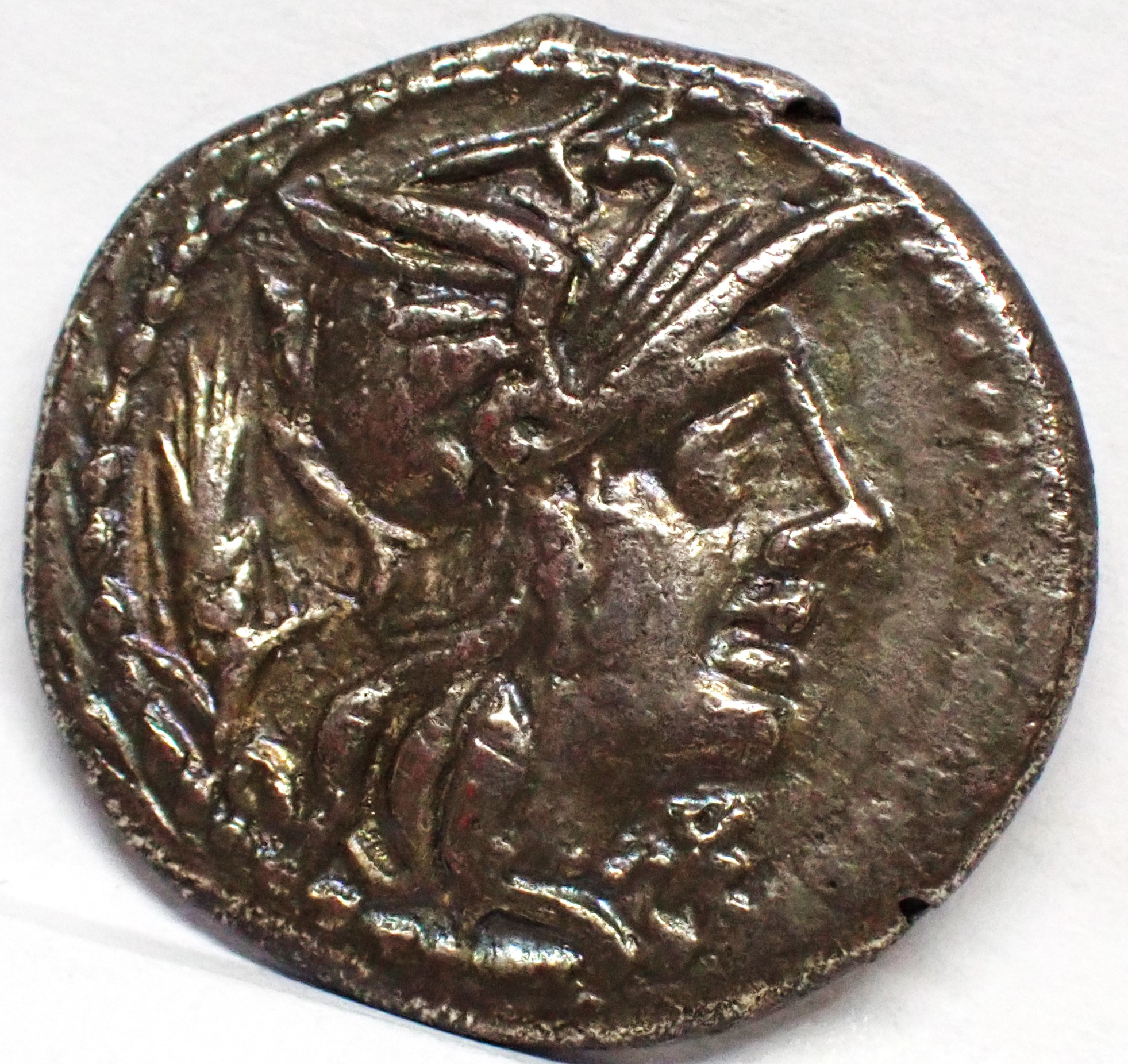
Denar des Cn. Domitius Ahenobarbus aus seiner Zeit als Münzmeister, ca. 128 v. Chr.; Avers

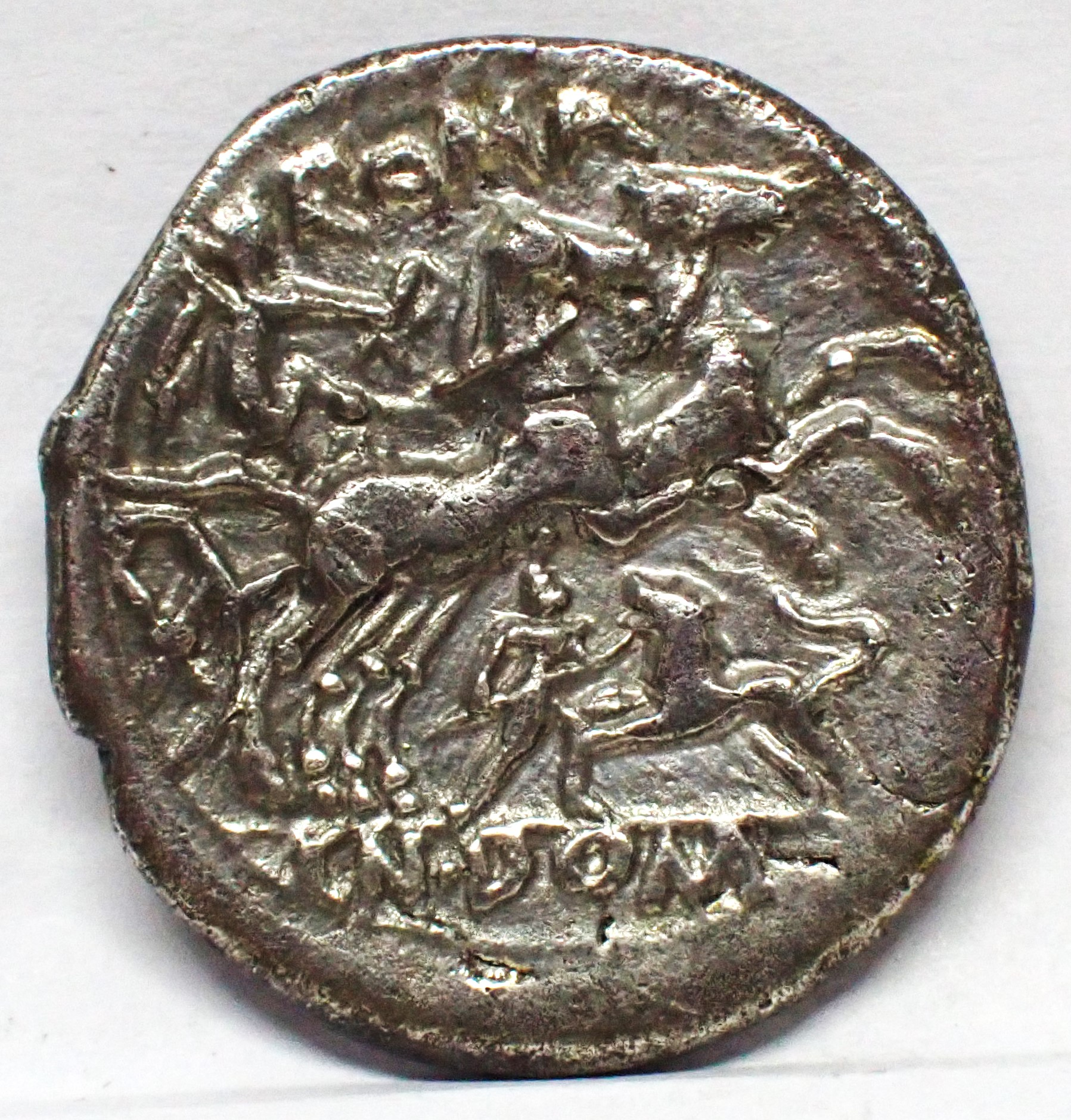
Denar des Cn. Domitius Ahenobarbus, ca. 128 v. Chr., Revers

Gnaeus Domitius Ahenobarbus († zwischen 92 und 89 v. Chr.) war ein Politiker der ausgehenden römischen Republik.
Der Sohn des gleichnamigen Konsuls von 122 v. Chr. begann seine politische Laufbahn wohl 118 v. Chr. bei der Gründung der Colonia Narbo. Als Münzmeister (monetalis) ließ er etwa 128 v. Chr. oder 116/115 v. Chr. oder 108/107 v. Chr. Münzen prägen. Im Jahr 104 v. Chr. wurde er Volkstribun und brachte ein Gesetz ein (lex Domitia de Sacerdotiis), nach dem die Oberpriester durch das Volk in den comitia tributa zu wählen seien anstatt wie bisher durch Kooptation. Das Gesetz wurde von Sulla mit der lex Cornelia de sacerdotiis aufgehoben, von Gaius Iulius Caesar wieder in Kraft gesetzt und vermutlich von Marcus Antonius wieder aufgehoben. Ahenobarbus wurde 103 v. Chr. zum pontifex maximus gewählt, 96 v. Chr. zum Konsul und 92 v. Chr. gemeinsam mit Lucius Licinius Crassus, mit dem er häufig uneins war, zum Zensor. Bei der Unterdrückung der kurz zuvor eingerichteten lateinischen Rhetorikschule, die sie als schädlich für die öffentliche Moral ansahen, arbeiteten sie jedoch zusammen.
Sein jüngerer Bruder Lucius war 94 v. Chr. Konsul, sein Sohn, der ebenfalls Lucius hieß, bekleidete dieses Amt 54 v. Chr.